# 奧斯塔洛維奇
49°35′59″N 24°32′33″E / 49.59972°N 24.54250°E
奧斯塔洛維奇（烏克蘭語：Осталовичі），是烏克蘭西部的村莊，隸屬利維夫州的利維夫區。該村始建於1442年，面積2.55平方公里，2001年人口856，人口密度每平方公里335.69人。